# Peru-Reisratte
Die Peru-Reisratte (Oreoryzomys balneator) ist ein im nordwestlichen Südamerika verbreitetes Nagetier in der Familie der Wühler. Nach einer taxonomischen Studie von 2006 zählt sie als einzige Art der Gattung Oreoryzomys. Bis zu diesem Zeitpunkt wurde sie in der Gattung Reisratten (Oryzomys) gelistet. Laut der Untersuchung ist die Art die Schwestergruppe der Stachelreisratten (Neacomys). Der wissenschaftlichen Gattungsnamen ist aus dem altgriechischen Wort oros (Gebirge) und dem wissenschaftlichen Namen der Reisratten zusammengesetzt.

## Merkmale
Die Grenze zwischen dem weichen olivbraunen Fell der Oberseite und der weißlichen bis gelben Unterseite ist deutlich ausgeprägt. Manche Individuen haben Drüsen auf der Kehle oder auf der Brust, die mit reinweißem Fell umgeben sind. Wenn die kleinen Ohren nach vorne gelegt werden, erreichen sie nicht die Augen. Typisch für die Füße sind Haarbüschel, die die Krallen bedecken. Bei den meisten Exemplaren hat der Schwanz eine einheitliche Farbe und bei wenigen Tieren ist die Unterseite leicht heller. Die Art hat weicheres Fell und einen im Verhältnis zum Körper längeren Schwanz als Stachelreisratten. Im Unterschied zu den Zwergreisratten (Oligoryzomys) ist die Schwanzunterseite nur undeutlich oder nicht heller als die Oberseite. Nur bei wenigen Exemplaren ist eine weiße Schwanzspitze vorhanden.
Mit einer Kopf-Rumpf-Länge von 75 bis 94 mm, einer Schwanzlänge von 95 bis 120 mm und mit 23 bis 27 mm langen und schmalen Hinterfüßen ist die Peru-Reisratte kleiner als die meisten eigentlichen Reisratten. Gewichtsangaben fehlen.

## Verbreitung und Lebensweise
Dieses Nagetier bewohnt die Anden in Ecuador und im Norden von Peru. Bis zum Jahr 2017 konnten Exemplare zwischen 1500 und 2300 Meter Höhe registriert werden. Sie halten sich in Wolken- und Nebelwäldern auf und besuchen die Hochlandsteppe Páramo.
Die nachtaktive Peru-Reisratte läuft vorwiegend auf dem Grund. Weitere Informationen zum Verhalten liegen nicht vor.

## Gefährdung
Gebietsweise ist der Bestand durch Landschaftsveränderungen bedroht. In den östlichen Anden von Ecuador sind mehrere Schutzzonen vorhanden. Die IUCN listet die Art mit ungenügender Datenlage (data deficient).